# Timur Timerzyanov
Timur Renatovich Timerzyanov (en ruso: Тиму́р Рена́тович Тимерзя́нов; Kazán, Rusia; 31 de enero de 1987) es un piloto de rallycross ruso que participa actualmente en el Campeonato Mundial de Rallycross de la FIA con el equipo GRX Taneco Team.
A nivel continental, ganó la División 1A del Campeonato de Europa de Rallycross en 2010 y entre 2012 y 2013 fue el campeón europeo en la categoría Supercar.

## Carrera
En 2011, fichó por el Hansen Motorsport para correr con ellos en la categoría supercar del Campeonato de Europa de Rallycross conduciendo un Citroën C4 T16 del equipo Namus Hansen Motorsport. Consiguió su primera victoria en la categoría en la sexta ronda celebrada en Bélgica. Además consiguió podios en los Euro RX de Portugal, Noruega y Austria. Terminó su primera temporada en la categoría en la tercera posición detrás del campeón el noruego Sverre Isachsen y del estadounidense Tanner Foust.
En 2012, permaneció en el equipo pero esta temporada usando el Citroën DS3 T16. Esta temporada arrasó completamente a la competencia, ganó seis de los diez eventos de la temporada, llegando a ganar cuatro de manera consecutiva, además consiguió un tercer puesto en Noruega. Terminó la temporada ganando el campeonato con 44 puntos de diferencia con respecto al subcampeón, el británico Liam Doran y 48 con respecto al tercero el estadounidense Tanner Foust quien había terminado delante de Timerzyanov en la temporada anterior.
En 2013, Timerzyanov se convirtió en el piloto a batir debido al gran rendimiento mostrado la pasada temporada. En la temporada no logró ninguna victoria pero si consiguió podios, cuatro segundos puestos, en Hungría, Finlandia, Noruega y Austria. Además llegó a cuatro finales y su peor resultado de la temporada fue el undécimo puesto en Suecia. A pesar de no haber conseguido victorias, su regularidad le permitió alzarse con el título por segunda temporada consecutiva.
En 2014, debutó en el Campeonato Mundial de Rallycross de la FIA con el Team Peugeot-Hansen, equipo con el cual se consagró bicampeón europeo conduciendo un Peugeot 208 T16. Su primer podio en el mundial llegó en el World RX de Canadá en donde terminó tercero detrás del noruego Petter Solberg y el sueco Anton Marklund. Además, llegó a las finales en los World RX de Noruega, Francia e Italia. Finalizó su primera temporada mundialista séptimo con 152 puntos.
En 2015, pasó al equipo Olsbergs MSE corriendo con ellos bajo el nombre de Namus OMSE. Esta temporada corrió con un Ford Fiesta ST. En la temporada llegó a dos finales en Noruega y Italia, además llegó a seis semifinales y terminó otras tres rondas en la zona de puntos. En las únicas rondas en las cuales no puntuó fueron en Gran Bretaña donde terminó decimoctavo y en Argentina donde terminó decimoséptimo. Terminó la temporada en la décima posición con 105 puntos.
En 2016, pasó al equipo World RX Team Austria haciendo pareja con el letón Jānis Baumanis. Consiguió su primer y único podio de la temporada en Barcelona, donde terminó tercero detrás de Mattias Ekström y Timmy Hansen. En la final, fue empujado por el sueco Johan Kristoffersson para ganarle la posición, por esa acción el sueco fue sancionado y el tercer lugar en el podio fue a parar a manos de Timerzyanov quien había terminado cuarto a causa de esa acción. Además, llegó a las finales de los World RX de Gran Bretaña, Noruega y Letonia.  
En 2017, pasó al equipo STARD donde nuevamente fue compañero del letón Jānis Baumanis. En la temporada solo llegó a una final en el World RX de Noruega, además de llegó a semifinales en cinco rondas. Sus peores resultados en la temporada fueron un vigésimo puesto en la ronda inaugural en Barcelona y un decimoséptimo puesto en la penúltima ronda en Alemania. Esta fue su peor temporada en el mundial ya que terminó en la decimotercera posición con 78 puntos.   
En 2018, fichó por el GRX Taneco Team siendo compañero de equipo del finlandés Niclas Grönholm. Esta temporada fue de adaptación al equipo y al Hyundai i20, automóvil que se estrenaba en el mundial. Clasificó en nueve de las doce pruebas del campeonato en semifinales, siendo los octavos puestos conseguidos en Bélgica y Suecia y el noveno puesto en Francia, los mejores resultados en la temporada.
En 2019, repitió equipo por primera vez desde que llegó al Campeonato Mundial de Rallycross. Esta fue su mejor temporada desde que llegó al campeonato, consiguió tres podios, dos terceros puestos en Canadá y Sudáfrica, mientras que en Bélgica logró su primera victoria en el mundial, siendo el primer piloto ruso en ganar en el Campeonato Mundial de Rallycross. Terminó la temporada en la quinta posición con 142 puntos.
Para 2020, permanecerá por tercera temporada consecutiva en el GRX Taneco Team.

## Resultados

### Campeonato de Europa de Rallycross

#### División 1A
| Año  | Equipo            | Automóvil    | 1     | 2     | 3     | 4     | 5     | 6     | 7      | 8      | 9     | 10     | 11  | Pos. | Puntos |
| ---- | ----------------- | ------------ | ----- | ----- | ----- | ----- | ----- | ----- | ------ | ------ | ----- | ------ | --- | ---- | ------ |
| 2008 | Timur Timerzyanov | Peugeot 206  | POR   | FRA   | HUN   | AUT   | NOR   | SWE   | BEL    | NED    | CZE   | POL 15 | GER | 58.º | 2      |
| 2009 | Set Promotion     | Renault Clio | GBR 6 | POR 6 | FRA 2 | HUN 3 | AUT 2 | SWE 1 | BEL 11 | GER 12 | POL 3 | CZE 4  |     | 3.º  | 114    |
| 2010 | Set Promotion     | Renault Clio | POR 1 | FRA 2 | GBR 5 | HUN 6 | SWE 1 | FIN 2 | BEL 1  | GER 5  | POL 1 | CZE 2  |     | 1.º  | 143    |

#### Supercar
| Año  | Equipo                  | Automóvil       | 1     | 2     | 3     | 4     | 5      | 6      | 7      | 8     | 9     | 10     | Pos. | Puntos |
| ---- | ----------------------- | --------------- | ----- | ----- | ----- | ----- | ------ | ------ | ------ | ----- | ----- | ------ | ---- | ------ |
| 2011 | Namus Hansen Motorsport | Citroën C4 T16  | GBR 5 | POR 3 | FRA 5 | NOR 3 | SWE 15 | BEL 1  | NED 11 | AUT 2 | POL 7 | CZE 4  | 3.º  | 114    |
| 2012 | Namus Hansen Motorsport | Citroën DS3 T16 | GBR   | FRA 4 | AUT 1 | HUN 1 | NOR 3  | SWE 1  | BEL 1  | NED 1 | FIN 1 | GER 14 | 1.º  | 148    |
| 2013 | Namus Hansen Motorsport | Citroën DS3     | GBR 5 | POR 6 | HUN 2 | FIN 2 | NOR 2  | SWE 11 | FRA 4  | AUT 2 | GER 4 |        | 1.º  | 185    |

### Global RallyCross

#### Supercar
| Año  | Equipo              | Automóvil       | 1   | 2       | 3       | 4   | 5     | 6      | 7     | 8   | 9   | Pos. | Puntos |
| ---- | ------------------- | --------------- | --- | ------- | ------- | --- | ----- | ------ | ----- | --- | --- | ---- | ------ |
| 2012 | Olsbergs MSE        | Ford Fiesta ST  | CHA | TEX     | LA      | NH  | LVS   | LVC 9  |       |     |     | 20.º | 9      |
| 2013 | Pastrana Racing     | Dodge Dart      | BRA | MUN1 10 | MUN2 12 | LOU | BRI 8 |        | ATL 5 | CHA | LVS | 14.º | 34     |
| 2013 | Marklund Motorsport | Volkswagen Polo |     |         |         |     |       | LAN 18 |       |     |     | 14.º | 34     |

### Campeonato Mundial de Rallycross

#### Supercar
| Año  | Equipo                | Automóvil       | 1      | 2      | 3      | 4      | 5      | 6      | 7      | 8      | 9      | 10     | 11     | 12     | 13     | Pos. | Puntos |
| ---- | --------------------- | --------------- | ------ | ------ | ------ | ------ | ------ | ------ | ------ | ------ | ------ | ------ | ------ | ------ | ------ | ---- | ------ |
| 2014 | Team Peugeot-Hansen   | Peugeot 208 T16 | POR 7  | GBR 29 | NOR 4  | FIN 11 | SWE 7  | BEL 7  | CAN 3  | FRA 6  | GER 7  | ITA 4  | TUR 8  | ARG 8  |        | 7.º  | 152    |
| 2015 | Namus OMSE            | Ford Fiesta ST  | POR 10 | HOC 15 | BEL 13 | GBR 18 | GER 11 | SWE 7  | CAN 13 | NOR 6  | FRA 10 | BAR 11 | TUR 9  | ITA 6  | ARG 17 | 10.º | 105    |
| 2016 | World RX Team Austria | Ford Fiesta     | POR 16 | HOC 17 | BEL 8  | GBR 5  | NOR 6  | SWE 14 | CAN 7  | FRA 30 | BAR 3  | LAT 6  | GER 14 | ARG 9  |        | 8.º  | 117    |
| 2017 | STARD                 | Ford Fiesta     | BAR 20 | POR 9  | HOC 9  | BEL 10 | GBR 11 | NOR 6  | SWE 11 | CAN 11 | FRA 15 | LAT 13 | GER 17 | RSA 13 |        | 13.º | 78     |
| 2018 | GRX Taneco Team       | Hyundai i20     | BAR 10 | POR 12 | BEL 8  | GBR 12 | NOR 21 | SWE 8  | CAN 11 | FRA 9  | LAT 11 | USA 13 | GER 20 | RSA 11 |        | 10.º | 86     |
| 2019 | GRX Taneco Team       | Hyundai i20     | ABU 7  | BAR 7  | BEL 1  | GBR 11 | NOR 7  | SWE 24 | CAN 3  | FRA 10 | LAT 5  | RSA 3  |        |        |        | 5.º  | 142    |
| 2020 | GRX Taneco Team       | Hyundai i20     | SWE 12 | SWE 10 | FIN 10 | FIN 3  | LAT 10 | LAT 8  | BAR 7  | BAR 10 |        |        |        |        |        | 10.º | 81     |